# باول أ. روسو
باول أ. روسو (بالإنجليزية: Paul A. Russo)‏ هو دبلوماسي دومينيكاوي، ولد في 21 يوليو 1943 في كليفلاند في الولايات المتحدة.